# برا (إيطاليا)
برا (بالإيطالية: Bra)‏، مدينة إيطالية في مقاطعة كونيو بإقليم بييمونتي شمال غرب البلاد، يقطنها حوالي 29.169 نسمة. وتقع على بُعد 50 كم جنوب مدينة تورينو و 50 كم إلى الشمال الشرقي من مدينة كونيو في المنطقة معروفة باسم رويرو.

## السكان
في سنة 1861 بلغ عدد السكان 13٬908 نسمة، وتطور العدد ليصل في سنة 2011 لـ 28٬935 نسمة.
يظهر هذا المخطط البياني تطور النمو السكاني لـ برا (إيطاليا)

## توأمة
لبرا (إيطاليا) اتفاقيات توأمة مع كل من:
- فايل در شتات
- Spreitenbach [الإنجليزية]‏
- San Sosti [الإنجليزية]‏
- غالدو تادينو

## أعلام
- كارلو بيتريني
- إيما بونينو
- جيانكارلو فيريرو
- إليسا صيدناوي